# La follia di Titania
La follia di Titania (La Folie de Titania) è un dipinto a olio su tela, realizzato nel 1897 dall'artista tolosano Paul Gervais. L'opera è conservata ed esposta al musée des Augustins di Tolosa. È un'opera di grandi dimensioni, dalle tonalità rilassanti e incantevoli, e il cui soggetto potrebbe sorprendere, a prima vista, se non si conosce il riferimento al Sogno di una notte di mezza estate di William Shakespeare.

## Storia
Paul Gervais realizzò quest'olio su tela nel 1897: nello stesso anno venne esposto al Salone degli artisti francesi, a Parigi. La follia di Titania venne acquistata per 4000 franchi dallo stato. Nel 1905, lo stato mise l'opera in deposito al museo di Tolosa. Nel 1911, un documento indica che il quadro è "posto nella sala tolosana in fondo". Venne assegnato definitivamente alla città di Tolosa in ottemperanza dell'articolo 13 della legge del 4 gennaio 2002 relativa ai musei della Francia, che stabilisce che le collezioni appartenenti allo stato messe in deposito nei musei francesi prima del 7 ottobre 1910, appartenenti agli enti locali, siano oggetto di un trasferimento di proprietà. Attualmente, l'opera è quindi di proprietà del museo, con il numero d'inventario 2004 1 188. Il quadro è esposto alla fine del Salon rouge ("Salone rosso") del musée des Augustins. Venne restaurato da Hielniczek nel 1980, con un consolidamento dello strato pittorico mediante il rifissaggio della resina sintetica.

## Soggetto
Il quadro è un riferimento diretto all'opera teatrale intitolata Sogno di una notte di mezza estate (1594-1595), di William Shakespeare, la cui scena più nota è l'incontro di Bottom, che ha una testa d'asino, con Titania, che, per la magia di Puck, se ne è innamorata. L'opera teatrale si svolge in una foresta strana e un po' magica, durante una notte d'estate ammaliante che assomiglia a un sogno. Oberon è il re degli elfi e Titania la regina delle fate, mentre Bottom è un semplice tessitore. Dato che Oberon si ingelosisce del figlio di un'amica della regina che è allevato con amore, e che lui vorrebbe come paggio, il re degli elfi chiede allo spiritello Puck di preparare un succo da versare sugli occhi della moglie addormentata, così che ella si innamori del primo essere vivente che vedrà al suo risveglio. Nel frattempo, degli artigiani vogliono mettere in scena uno spettacolo per le nozze del duca d'Atene (Teseo) ispirato al mito di Piramo e Tisbe. Puck si infastidisce e trasforma la testa di uno degli artigiani, Nick Bottom, in quella di un somaro. Proprio in quel momento si sveglia Titania, che si innamora subito di Bottom, ed è questa la scena della commedia rappresentata da Jean-Louis-Paul Gervais.

## Descrizione

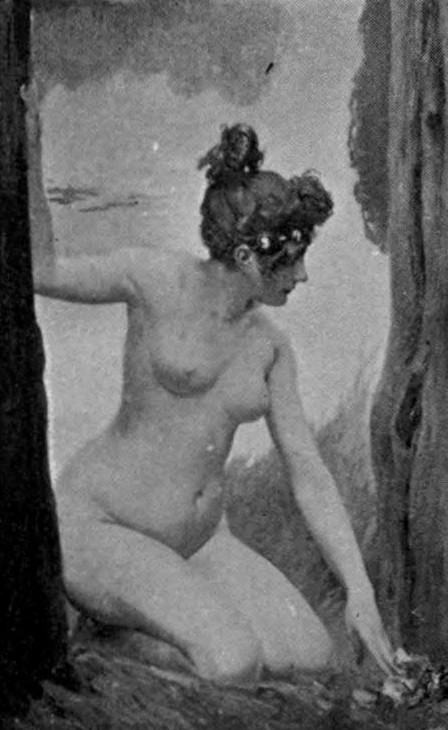
Il dettaglio di una giovane inginocchiata a sinistra.

Al centro della tela, sotto dei cipressi alti e davanti a un lago delimitato da dei boschi e delle colline, Bottom, un uomo giovane dalla testa d'asino, è seduto su una panca di pietra. Una coroncina di fiori è posta sulla sua testa (che allo spettatore appare di profilo, girata verso la sua destra) e sul suo collo. Egli tiene con una mano la gamba destra, incrociata sulla gamba sinistra, mentre porta la sua mano sinistra sul petto. Egli indossa un abito bianco semplice e una cintura. Titania, una donna giovane, in piedi e nuda, cinge tra le braccia la testa d'asino di Bottom, con gli occhi sollevati verso il cielo. Altre quattro donne, nude come lei, la contemplano in pose diverse: solo una è in piedi e osserva loro, sotto un cipresso, mentre regge dei nastri e dei rami con delle foglie in mano. Altre due, a destra, sono appoggiate a degli alberi, mentre l'ultima, a sinistra, è accovacciata e tocca con la sua mano sinistra le rose che si trovano a terra, osservando la coppia strana. Il suolo è pieno di viole ed è cosparso di rose tagliate. Il quadro è firmato "P. GERVAIS 1897" nell'angolo inferiore sinistro.